# Artegna
Artegna (dt. historisch: Ardingen) ist eine Gemeinde südöstlich von Gemona del Friuli, nördlich von Udine in der Region Friaul-Julisch Venetien mit 2878 Einwohnern (Stand 31. Dezember 2023).
Die Nachbargemeinden sind Buja, Gemona del Friuli, Magnano in Riviera, und Montenars.
1976 wurde Friaul, dass in einem erdbebengefährdeten Gebiet liegt, von einem Erdbeben heimgesucht, dessen Epizentrum zwischen Gemona del Friuli und Osoppo lag.
Mit der Gemeinde Breitenbach SO (Schweiz) besteht ein Partnerschaftsvertrag. Nach dem Zweiten Weltkrieg fanden viele Männer aus Artegna dort Arbeit. Die ISOLA-Werke in Breitenbach entsandten 1956 sogar eine Delegation, um „Arteniesi“ anzuwerben.

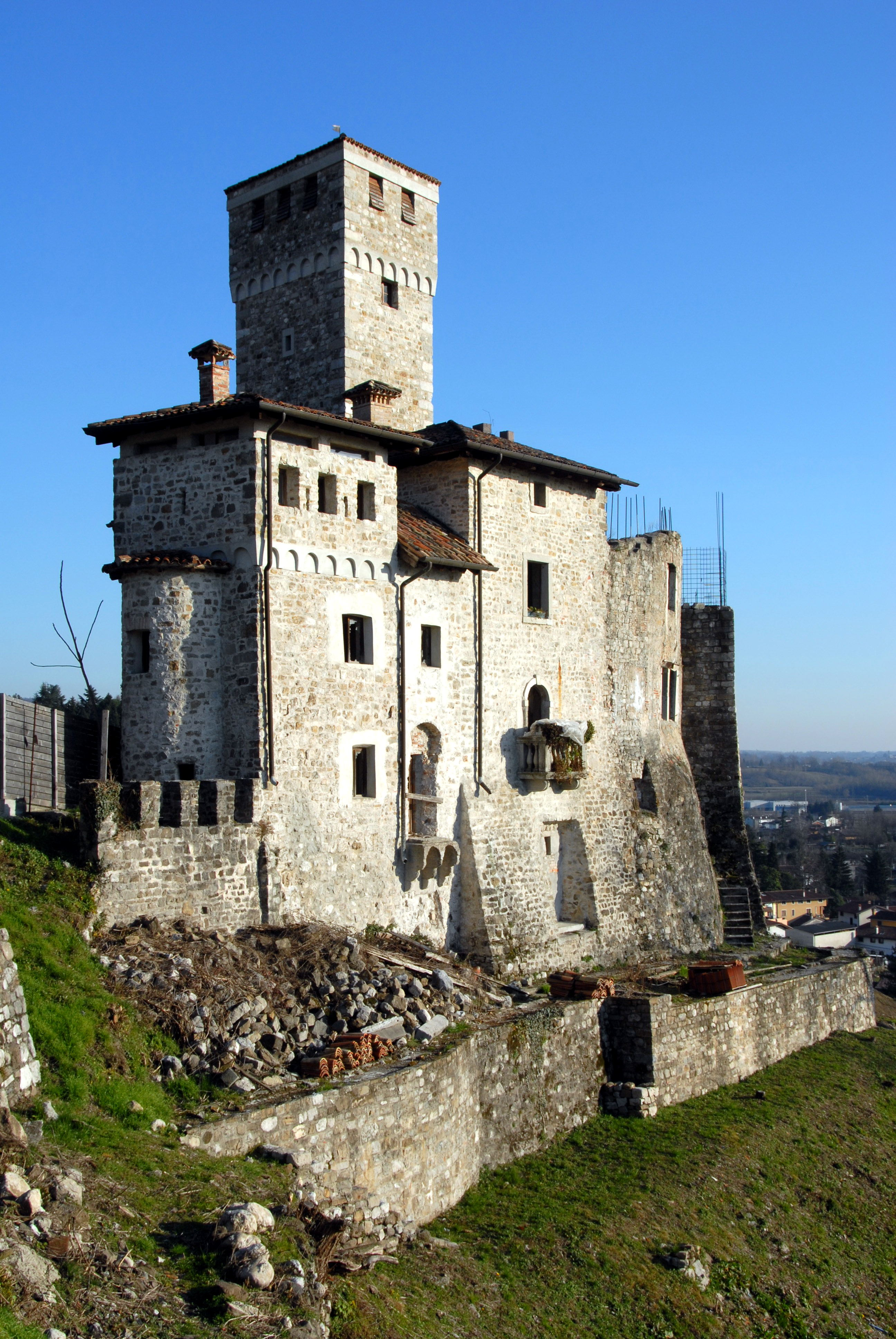
Kastell

## Sehenswürdigkeiten
- Kastell (Il Castelletto)
- Pfarrkirche Heilige Maria Geburt (S. Maria Nascente)
- Kirche des heiligen Martin (Chiesetta di S. Martino)
- Votivkirche des Heiligen Stefan (Chiesetta votiva di S. Stefano)

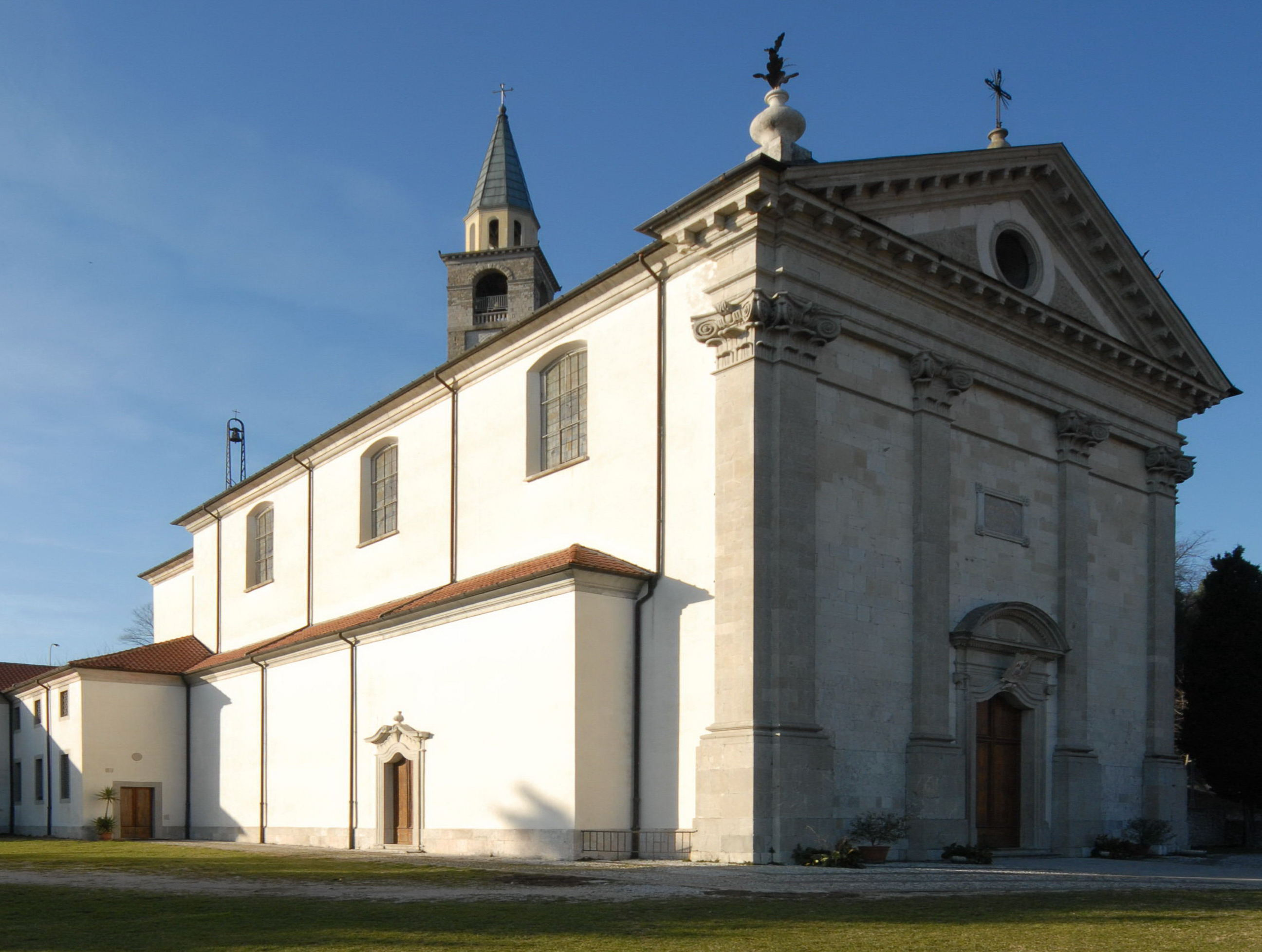
Pfarrkirche Heilige Maria Geburt

## Papstbesuch
Am 3. Mai 1992 besuchte der Papst Johannes Paul II. Artegna und erteilte der Bevölkerung seinen Segen. Zur Erinnerung dieses Ereignisses wurde ein Jahr später eine blau-graue Marmortafel mit Inschrift und Papst-Medaillon an einem Haus am Fuß des Burgberges angebracht.